# Бојни поклич
Бојни поклич или ратни, борбени поклич је обред вике или скандирања у бици, обично од стране чланова исте борбене групе. Бојни покличи нису нужно артикулисани (нпр. Eulaliaaaa!, Alala...), иако често имају за циљ да изазову патриотска или верска осећања. Њихова сврха је комбинација изазивања агресије и морала на сопственој страни и изазивања застрашивања на страни непријатеља. Бојни покличи су универзални облик понашања (тј. приказивања претњи) који има за циљ конкурентску предност, у идеалном случају прецењивањем сопственог агресивног потенцијала до тачке у којој непријатељ више воли да избегне сукоб и одлучује да побегне. Да би се преценио нечији потенцијал за агресију, бојни покличи морају бити што је могуће гласнији, и историјски су често били појачани акустичним уређајима као што су рогови, бубњеви, шкољке, карниксе и гајде.
Бојни покличи су уско повезани са другим обрасцима понашања људске агресије, као што су ратни плесови и ругање, који се изводе током фазе „загревања“, која претходи ескалацији физичког насиља. Од средњег века, многи узвици су се појављивали на заставама или грбовима као слогани. Пример је слоган Уједињеног Краљевства Dieu et mon droit („Бог и моје право“). Речено је да је ово био поклич Едварда III током битке код Кресија. Реч „слоган“ изворно потиче од sluagh-gairm или sluagh-ghairm (sluagh= „људи“, „војска“ и gairm = „позив“, „проглас“), шкотске гелске речи за „сакупљачки поклич“ и у времена рата за „бојни поклич“. Галска реч је позајмљена у енглески као slughorn, sluggorne, slogum и слоган.

## Историја

### Антика
- Бојни поклич је аспект епске битке код Хомера: у Илијади, Диомед је конвенционално назван „Диомед из гласног бојног поклича“. И Хелени и Акађани су у борби изговарали ономатопејски поклич „алала“.[1]
- Трупе древне Атине, током Меđaнских ратова и Пелопонеског рата, биле су познате по томе што су ишле у битку узвикујући "Алала!" или „Алале!“, који је требало да опонаша крик сове, птице њихове богиње заштитнице Атине.[2]
- Западни Хуни су напали уз застрашујуће бојне покличе.[3]
- Један од уобичајених хиндуистичких бојних поклича био је Hara Hara Mahadeva, што значи „Живела Махадева!” (Шива).[4]
- Још један уобичајен бојни поклич у Индији био је Jai Bhavani што значи „Живела богиња Бавани!“
- Уобичајени бојни поклич коришћен у древном Тамилакаму био је Vetrivel, Veeravel, што значи „Победнички вел, храбри вел“. Вел је копље Муругана, регионалног облика Картикеје, хиндуистичког ратног божанства. У савременом периоду, бојни поклич Vetrivel, Veeravel користи се у 191. пољском пуку индијске војске са седиштем у Мадукараију, Коимбатор.[5]

### Средњи век
- Током шкотских ратова за независност, шкотски војници су користили Alba gu bràth као бојни поклич, фразу која значи „Шкотска заувек” (буквално, „Шкотска до суда”). Ово је приказано у филму Храбро срце током којег Мел Гибсон, играјући Вилијама Воласа, узвикује фразу да окупи своје војнике, непосредно пре почетка битке.
- Свако турско племе и племенски савез имали су своју посебну тамгу (печат), тотемску онгон птицу и посебан уран (бојни поклич) (отуда словенски урах „бојни поклич“).[6][7] Док су се тамге и онгони могли разликовати од појединца до појединца, боја коња и уранских поклича припадала је сваком племену, преносила се са генерације на генерацију, а неки модерни бојни покличи су забележени у антици. Након поделе племена, њихова јединствена дистинкција је прешла на нови политички ентитет, различите модерне државе наследиле су уранске бојне покличе подељених племена. На пример, кипчакски бојни поклич наследили су Казаси, Киргизи, Туркмени и Узбеци. Бојни покличи неких већих племена су_
  - Кипчак – ay-bas („месечева глава“).[8]
  - Кангли (Кангари) – bai-terek („свето дрво“).[9]
  - Огузи – teke („гора“).[10]
- Desperta ferro! (на каталонском „Пробуди се гвожђе!“) био је најкарактеристичнији поклич Алмогаварских ратника током војних похода круне Арагона преко Медитерана од 12. до 14. века.
- Deus vult! (на латинском „Бог да!“) био је бојни поклич крсташа.
- Montjoie Saint Denis! био је бојни поклич краљева Француске од 12. века.
- Santiago y cierra, España! био је бојни поклич шпанских трупа током Реконквисте и Шпанског царства.
- 14. августа 1431. године, цела војска Светог римског царства поражена је од стране Хусита у бици код Домажлица. Нападајуће царске јединице почеле су да се повлаче након што су чуле Ktož jsú boží bojovníci („Ви који сте ратници Божји“) и убрзо су уништене.
- Allāhu Akbar (الله اكبر, „Бог је највећи“) и Allāhu Allāh (الله الله, „Бог! Боже!“) користиле су муслиманске војске током историје. Al-naṣr aw al-shahāda (النصر او الشهادة, „Победа или мучеништво”) је такође био уобичајен бојни поклич.
- Óðinn á yðr alla (Один вас све поседује) – упућује на Одиново саможртвовање у Игдрасилу. Приписује се Ерику Победничком.

### Пре модерног доба
- Приликом гушења сељачких побуна у Немачкој и Скандинавији око 1500. године, као у бици код Хемингштеда, холандски плаћеници Црне гарде су викали Wahr di buer, die garde kumt („Чувајте се, сељаци, стража долази“). Када су сељаци кренули у контранапад, одговорили су са Wahr di, Garr, de Buer de kumt („Чувај се, стражо, сељака који долазе“).
- Шпанци су узвикивали Santiago („Свети Џејмс“) и када су поново освајали Шпанију од Мавара и током освајања у раној колонијалној Америци.
- Пољски хусари су узвикивали Jezus Maria („Исусе, Марија“) или Matka Boska („Мајка Божја“) током својих напада.
- Француски краљ Анри IV (1553–1610), цинични војсковођа који воли задовољство, био је познат по томе што је носио упадљив бели перјаник у свом шлему, као и по свом бојномпокличу: Ralliez-vous à mon panache blanc! („Прати моју белу перјаницу!“).
- Забележено је да су бурмански војници из династије Конбаунг под Алаунгпајом викали Shwebo-Thar (Синови Швебоа) током рата Конбаунг-Хантавади.
- Већину џаикара је популаризовао Гуру Гобинд Синг. Сики имају низ бојнихпоклича или џаикара. Најпопуларнији су следећи:
  - Bolnaji (с поштовањем) – Waheguru (чудесни просветитељ)
  - Deg Teg Fateh (Победа добротворним сврхама и оружју) – Birdh ki Paij Panth ki jit (Предаја непријатеља и победа Сика)
  - Bole So Nihal...Sat Sri Akaal ("Вичите наглас у екстази... Истина је велика безвременска"),
  - Nanak naam charhdi kalaa (Нека је твоје име узвишено, о Нанакче) – Tere bhaanae sarbatt daa bhalaa (и сви људи напредују Твојом милошћу)
  - Waheguru ji ka Khalsa (Заједница чистих припада чудесном просветитељу) – Waheguru ji ki Fateh (победа припада чудесном просветитељу)
  - Raj Karega Khalsa – (Калса ће владати) Aaakki Rahe Na Koye (И ниједан противник неће остати)[11]
  - Gaj ke jaikara gajaave fateh paave nihaal ho jaavae, Sat Sri Akaal gurbaar akaal hee akaal (одломак из ардаса молитвеника Буда Дал (гутка) који хвали благослов изговарања џаикаре која проглашава врховну истину).
- Бојни поклич паштунских војника против Могула био је „Ху, Ху”.[12]
- Бојни поклич војника Гурка био је, и још увек је, Jai Mahakali, Ayo Gorkhali! („Победа богиње Махакали, Гурке долазе!“)[13]
- "Побуњенички вика" је био бојни поклич који су користили војници Конфедерације током Америчког грађанског рата.
- Финске трупе лаке коњице у шведској војсци у 17. и 18. веку користиле би бојни поклич Hakkaa päälle! („Одсеци их!“ на финском), по коме добијају име Hackapell.
- Ирски пукови разних војски користили су и настављају да користе галске ратне покличе Faugh a Ballagh („Очистите пут!“) или Erin go Bragh („Ирска заувек“).
- Шведској војсци у 18. и 19. веку би била издата команда да нападну са För Fäderneslandet, gå på, Hurra! („За отаџбину, напред, ура!“).[14]
- Аргентински генерал Хозе де Сан Мартин познат је у Јужној Америци по свом војном покличуSeamos libres, que lo demás no importa nada! („Будимо слободни, ништа друго није важно!“).
- У Тексашкој револуцији, након битке код Голијада и битке за Аламо, тексашки војници би користили борбени поклич "Запамти Голијад! Запамти Аламо!"
- У бици код Дипела 1864. године и данске и немачке снаге користиле су „ура“ као бојни поклич.
- Током Првог светског рата на италијанском фронту 1915. године, италијански војници би узвикивали Savoia или Avanti Savoia, што је "Хајде Савоја!" или "Напред Савоји!".

### Модерно доба
- Током Другог светског рата, Tennōheika Banzai (天皇陛下万歳, Нека цар живи десет хиљада година) служио је као својеврсни бојни поклич за јапанске војнике, посебно у банзаи јуришу.[15] Најпопуларнији бојни поклич је „Еи еи ох“ (エイエイオー), који се обично користи на почетку битке.[16][17]
- Avanti Savoia је био патриотски бојни поклич италијанске краљевске војске током Првог светског рата и, у мањој мери, Другог светског рата. Пешадија би вриштала овај мото када би кренула у офанзивни напад, наиме на Аустроугаре.
- Током грчко-италијанског рата (у Другом светском рату), Грци би узвикивали Αερα! (ветар) као њихов бојни поклич.
- Током Корејског рата, Корејска народна армија је користила фразу „김일성 수령님 만세“ (gim-ilseong sulyeongnim manse, преведено као „Живео велики вођа Ким Ил Сунг“).
- „Хуа“ је ратни поклич војске Сједињених Америчких Држава, Ваздухопловства Сједињених Држава и Свемирских снага Сједињених Држава. "Ура" је бојни поклич који користи амерички марински корпус. „Хуја“ је ратни поклич америчке морнарице и обалске страже Сједињених Држава.
- Словенску верзију "Ура!" користили су царска руска армија, Црвена армија, руске копнене снаге, заједно са многим другим источноевропским оружаним снагама. Користили су је и југословенски партизани као јуриш.
- Merdeka atau mati! (Слобода или смрт!) Користили су је индонежанска национална војска и борци за слободу током Индонежанске националне револуције.
- У Авганистану, норвешке трупе батаљона Телемарк понекад би користиле бојни поклич Til Valhall! (У Валхалу!).
- Муџахедини и џихадисти на Блиском истоку и у северној Африци узвикују "Алаху Акбар" (Бог је највећи).
- Током ослободилачког рата Бангладеша, војници би узвикивао Joy Bangla (Победа Бенгалу / Живео Бенгал) током њихових битака против пакистанске војске.
- Током Индокинеског рата у Вијетнаму, војници су обично користили Xung phong кад год су нападали непријатеља. Исти бојни поклич ће касније користити оружане снаге током Вијетнамског рата.
- Сваки појединачни пук индијске војске има јединствен бојни поклич. Ови напеви су звучни са веровањима појединих касти и религија којима трупе припадају.
- Хрватске оружане снаге током рата у Хрватској користиле би "За дом спремни".
- Лирој Џенкинс је интернет мим, који је често служио сврси ироничне или фаталистичке пародије на бојни поклич, који потиче из познате игрице World of Warcraft.
- Санг Паривар и друге хиндуистичке националистичке организације користе хиндуистички верски слоган Jai Shri Ram (Победа Господу Рами), као бојни поклич током насиља у заједници.[18]
- Различите курдске групе као што су ПКК, ИПГ и Пешмерга користе следеће фразе Bijî Kurdistan! скраћеница за Her Bijî Kurdistan (Живео Курдистан).
- Током руске инвазије на Украјину 2022. године, Слава Україні!, често праћена одговором Героям слава!, постала је међународно познат бојни поклич, не само међу домаћим снагама, већ и међу западним, углавном НАТО савезницима.